# Ebu Gogo
Ebu Gogo je skupina bytostí podobných člověku, které se objevují v místním folklóru na ostrově Flores v Indonésii. V jazyce Kéo, kterým se mluví v centrální oblasti, znamená slovo ebu "prarodič" a gogo znamená "ten, co jí cokoli".

## Folklorní záznam
Lidé Nage žijící na Floresu popisují Ebu Gogo jako schopné chodce a rychlé běžce o výšce kolem 150 cm. Údajně měli široké a ploché nosy a široké tváře s velkými ústy a chlupatým tělem. Samice měly také "dlouhá, svěšená prsa". Věřilo se, že mumlali v tom, co bylo považováno za jejich vlastní jazyk. Údajně také mohli opakovat, co jim bylo řečeno, podobně jako to dělají papoušci. Legendy týkající se Ebu Gogo byly podle časopisu Nature tradičně připisovány opicím.
Článek z New Scientist podává následující zprávu o folklóru na ostrově Flores ohledně Ebu Gogo: "V 18. století dali vesničané Ebu Gogo darem palmové vlákno na výrobu oděvů. Jakmile Ebu Gogo vzali vlákno do své jeskyně, vesničané do ní hodili zapálenou pochodeň, aby ji zapálili, čímž zabili všechny obyvatele (jeden pár možná utekl do lesa)". Existují také legendy o tom, že Ebu Gogo unesli lidské děti v naději, že se je naučí uvařit. Děti v těchto příbězích vždy snadno přelstí Ebu Gogo.

## Navrhované spojení sHomo floresiensis
Ebu Gogo si získal pozornost veřejnosti po objevu Homo floresiensis, vyhynulého druhu hominidů, který obýval Flores až do doby přibližně před 50 tisíci lety. Etnolog Gregory Forth v roce 2008 navrhl, že příběhy o Ebu Gogo a podobných postavách v indonéském folklóru, jako je Orang Pendek, jsou založeny na vzpomínkách na skutečná setkání mezi moderními lidmi a Homo floresiensis. Tuto hypotézu o Ebu Gogo podporuje i lingvista John McWhorter. Hypotézu kontaktů mezi Ebu Gogo a předky moderní populace podporují také jedinečné motivy Ngadha ikat. Jejich motivy jsou provedeny jako figurky což jim dává nápadně "primitivní" vzhled připomínající některé prehistorické jeskynní malby.
Tato hypotéza však má pouze malou podporu hlavního vědeckého proudu, zvláště po datování nejmladší známé kostry Homo floresiensis, o níž se původně předpokládalo, že daný jedinec žil před asi 12 tisíci lety. Později bylo datum revidováno na dobu před 50 tisíci lety.